# Марія Сересуела
Марія Сересуела (ісп. María Cerezuela; нар. 26 листопада 1993, Баракальдо, Іспанія) — іспанська театральна та кіноакторка. 

## Біографія
Марія Сересуела народилася 26 листопада 1993 року у Баракальдо. Закінчила Centro de Formación Escénica BAI (Баракальдо). Сересуела працює у театрі, а також бере участь у кінематографічних проектах.

## Фільмографія
- Майсабель (2021)

## Нагороди та номінації
| Нагорода      | Рік  | Категорія          | Фільм       | Результат |
| ------------- | ---- | ------------------ | ----------- | --------- |
| премія "Гойя" | 2021 | краща нова акторка | "Майсабель" | Перемога  |